# Collegiata di Nostra Signora (Vernon)

Monumento storico di Francia.

La Collegiata di Nostra Signora, in francese Collégiale Notre-Dame è il maggior edificio di culto cattolico di Vernon, nella regione della Normandia, in Francia.
Si presenta come un elegante edificio gotico che domina la cittadina. Venne classificato Monumento storico di Francia nel 1862

## Storia e descrizione

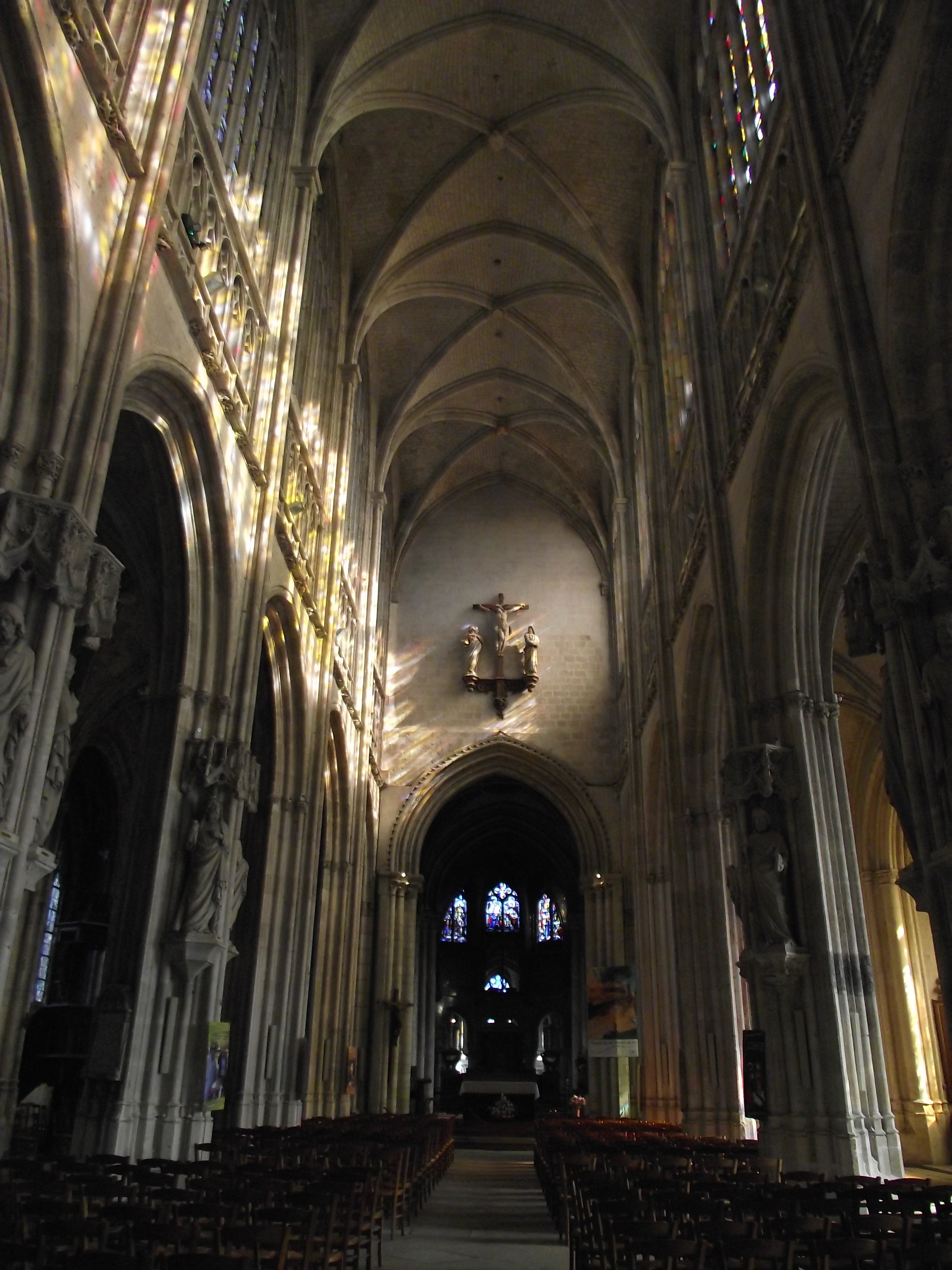
Veduta dell'interno.

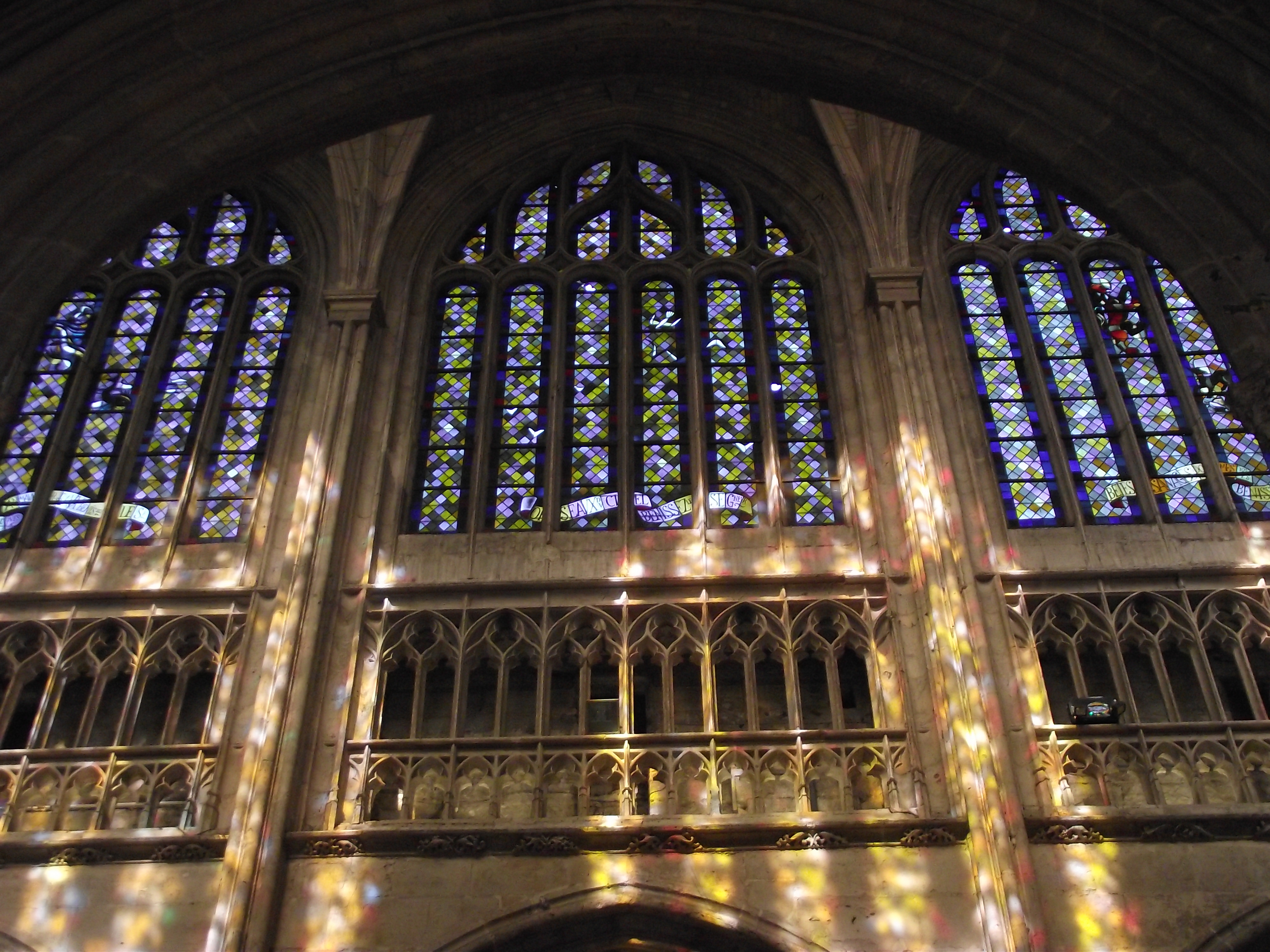
Le vetrate del cleristorio.

Sul luogo di un antico tempio pagano, sorgeva qui già una cappella. Con l'assedio della cittadina del 1047 o 1048 la costruzione andò distrutta. Guglielmo di Vernon, il Signore locale, provvede a ricostruirla, ingrandendola. Nel 1072 il cantiere era abbastanza avanzato e venne dedicata alla Vergine dal Vescovo di Évreux Gilbert Fitz Osbern
Nel 1160 Guglielmo II di Vernon fonda un Collegio di sette canonici e un Decano, donandogli la proprietà detta La Couture du Pré de Giverny e un quarto della Foresta di Vernon, che manterrà fino alla Rivoluzione francese. Nel XIII secolo il numero dei canonici sarà portato a dodici.
La chiesa, una delle più antiche della Normandia, si presentava in uno stile gotico primitivo, realizzata in pietra calcarea locale. Aveva pianta a croce latina con coro a deambulatorio e transetto; una sola navata unica con volte ogivali e tetti in ardesia. All'inizio del XIII secolo venne aggiunta, secondo la tradizione normanna, la quadrata torre nolare di due piani, rimasta incompiuta.
A partire dal 1360 si iniziò una nuova fase di costruzione volta al rifacimento del piedicroce secondo un progetto più ampio e ambizioso che si concluderà solo nel 1610 col completamento della facciata. Il cantiere, monumentale, prevedeva l'erezione di tre navate impostate sullo schema classico a tre livelli: arcate, triforio e cleristorio; disposte in sei campate e con tredici cappelle laterali. Nel XV secolo venne addossata la fastosa facciata dominata dalle due guglie ottagonali, culminanti a 70 metri d'altezza. Si eleva su due livelli, la parte inferiore si presenta in stile gotico fiorito ed è incentrata sul grande portale gemino; quella superiore, aperta dal rosone, è di stile fiammeggiate. Il rosone è ricco di simbologie. Iscritto in un quadrato, rappresentante la Terra e quindi il mondo materiale, racchiude col suo cerchio il Mondo spirituale formato da quattro cerchi disposti a croce. A loro volta simboleggiano i Quattro Fiumi del Paradiso, dove le curve e controcurve ne sono i flutti dell'acqua, ma anche i Punti cardinali e gli Evangelisti.
Sul lato nord si apre un altro bel portale con gli archivolti ornati da angeli, tralci di vite, grappoli d'uva e pigne.
Nel periodo della Rivoluzione francese, la collegiata venne trasformata in Tempio della Ragione, quando perse gran parte della statuaria della facciata. Il visconte Félix Leclerc de Pulligny, archeologo, restaurò la collegiata verso il 1871, ridotando la facciata di nuove sculture realizzate da Taluet nel 1866.
Durante la seconda guerra mondiale l'edificio sofferse nei bombardamenti del 1940 e del 1944, perdendo tutte le vetrate.

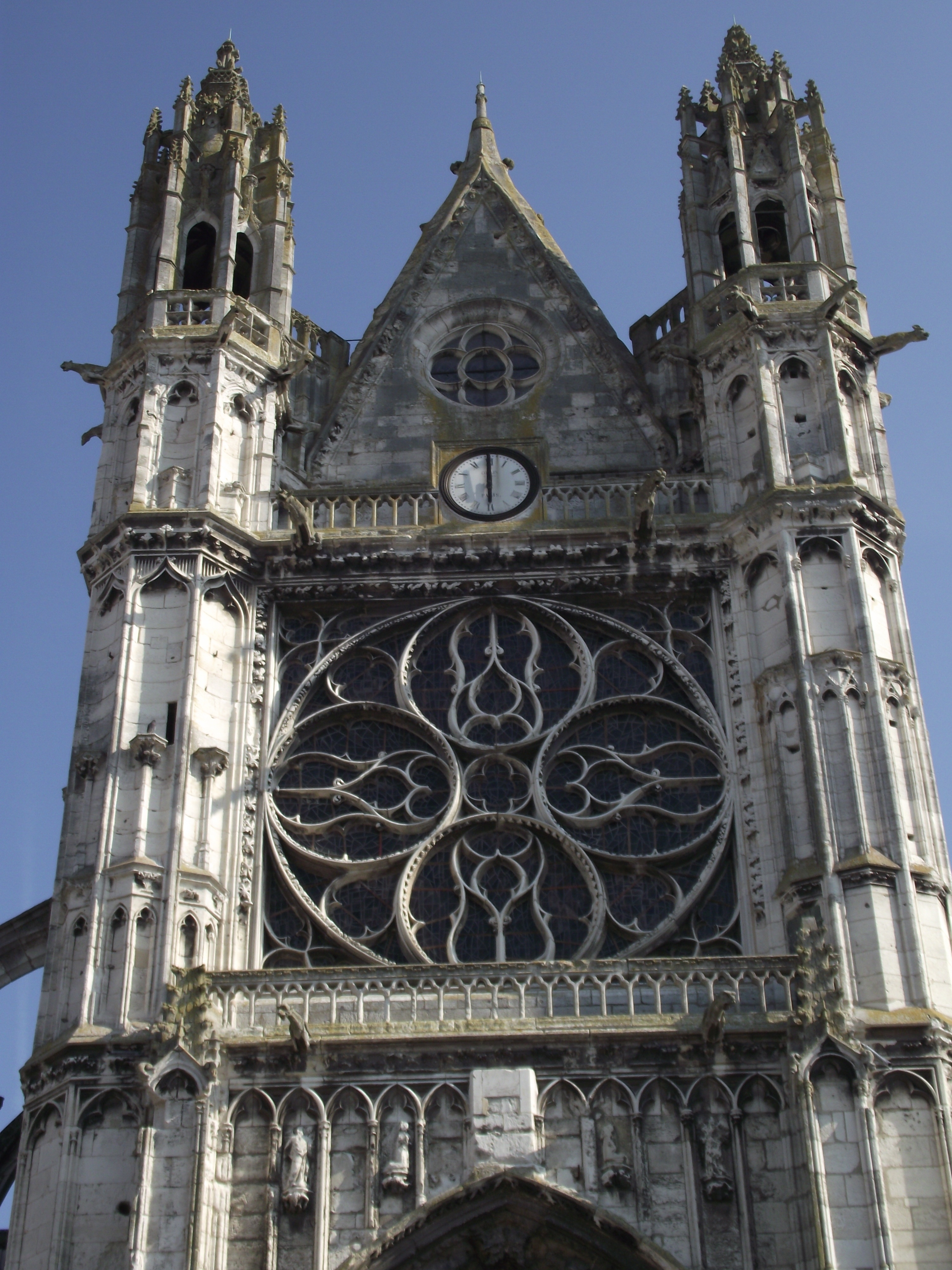
Il rosone fiammeggiante
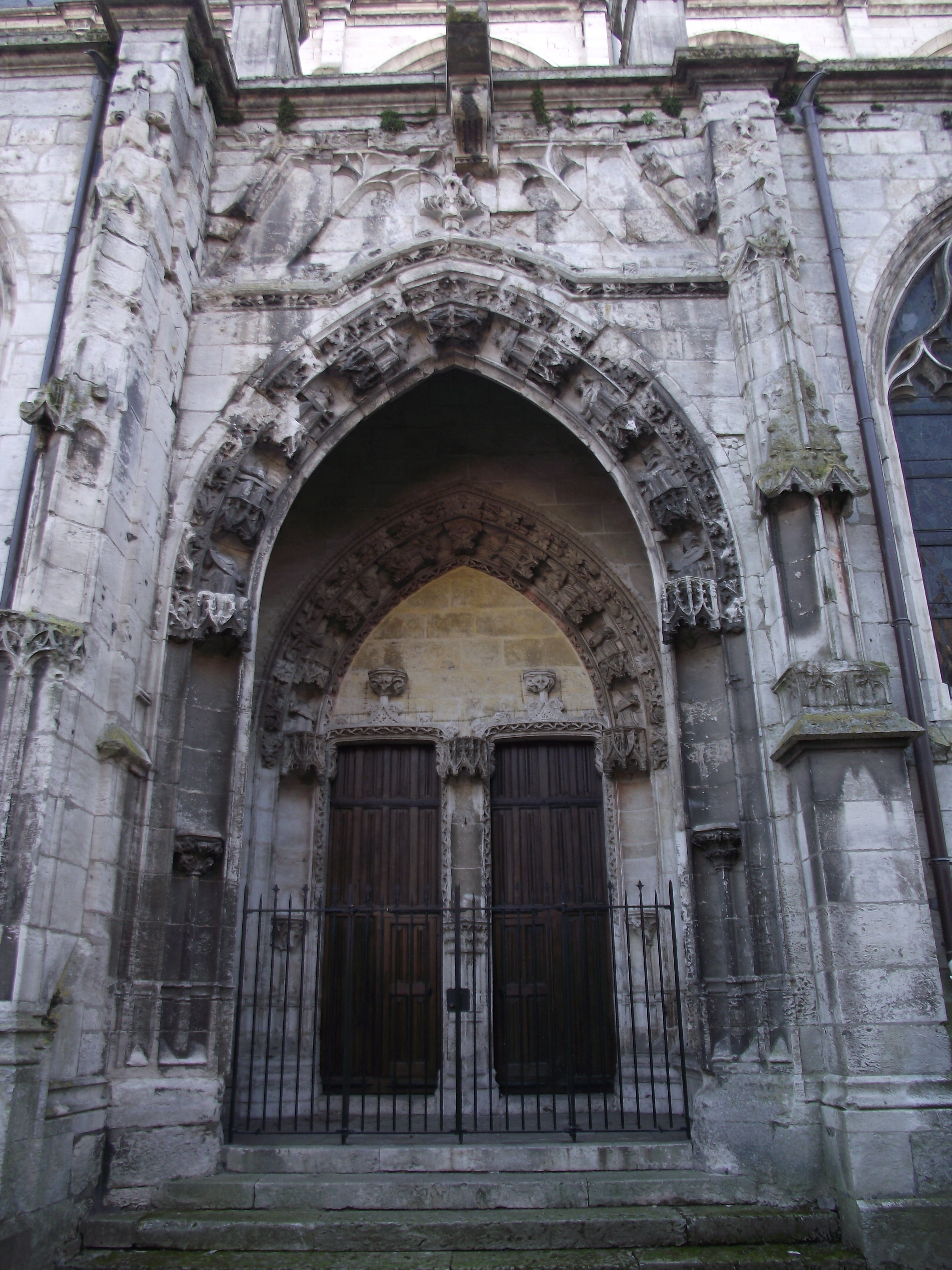
Il Portale nord.
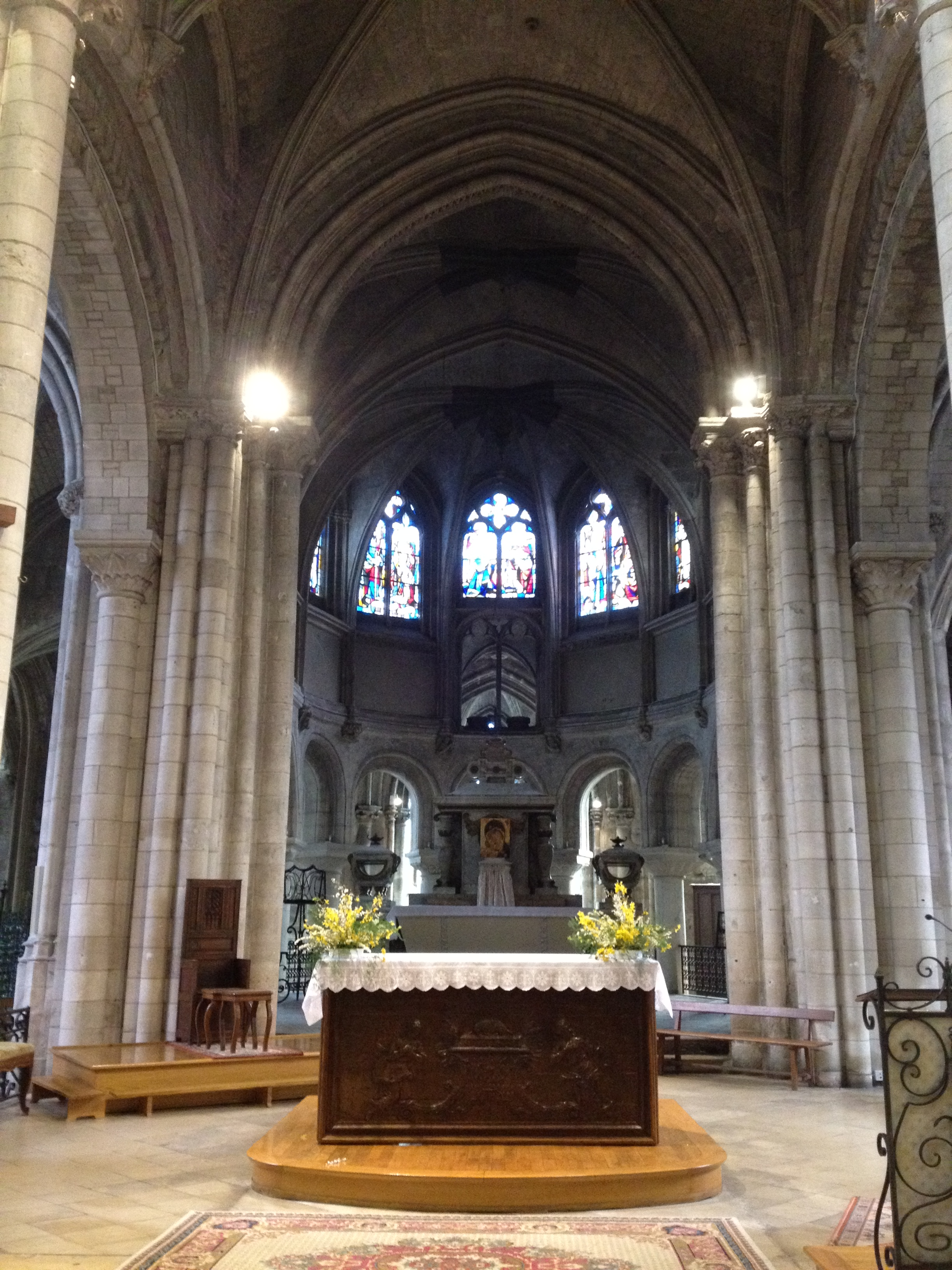
Il coro gotico-primitivo.